# Loch Muick
Loch Muick är en sjö i Storbritannien.   Den ligger i kommunen Aberdeenshire och riksdelen Skottland, i den norra delen av landet, 600 km norr om huvudstaden London. Loch Muick ligger 399 meter över havet. Arean är 1,9 kvadratkilometer. I omgivningarna runt Loch Muick växer i huvudsak blandskog. Den sträcker sig 2,4 kilometer i nord-sydlig riktning, och 2,9 kilometer i öst-västlig riktning.